# LL-11
La LL-11 és una via de dos carrils per sentit que dona accés a Lleida. Comença a l'A-2, a l'est, i l'oest a la ciutat de Lleida ja com a N-II. Té una longitud de 12 km. Es compon de 7 glorietes. Va ser construïda el 2004. És administrada pel Ministeri de Foment.